# Kobe Bryant
Kobe Bean Bryant (Philadelphia, Pennsylvania, 1978. augusztus 23. – Calabasas, Kalifornia, 2020. január 26.) olimpiai bajnok amerikai kosárlabdázó.
Az Észak-amerikai Profi Kosárlabdaligában (NBA), 1996 és 2016 között a Los Angeles Lakers csapatában játszott. Dobóhátvéd, minden idők egyik legjobb kosárlabdázója és pontszerzője. Ötszörös NBA-bajnok, tizennyolcszoros All Star, tizenötször választották be az All-NBA Csapatok egyikébe, tizenkétszer a liga legjobb védekező csapataiba, 2008-ban a liga legértékesebb játékosa volt és két NBA-döntő legjobbjának is választották. Kétszer az NBA pontkirálya volt, az alapszakasz és a rájátszás történetének is negyedik legsikeresebb pontszerzője. 2020-ban posztumusz beiktatták a Naismith Memorial Basketball Hall of Fame-be és 2021-ben beválasztották az NBA 75. évfordulós csapatába.
Joe Bryant NBA-játékos fia, Philadelphiában született és Olaszországban nőtt fel. Középiskolában tűnt ki először, mikor a Lower Merion játékosa volt, 1996-ban részt vett az NBA-drafton, ahol a 13. helyen a Charlotte Hornets választotta ki, mielőtt még aznap este a Los Angeles Lakers csapatába küldték. Újoncként kiemelkedett zsákolási képességeivel, megnyerve az 1997-es Slam Dunk-versenyt és második évében All Star-elismerést kapott. Annak ellenére, hogy kapcsolatuk nem volt tökéletes, ő és Shaquille O’Neal sorozatban három bajnoki címet nyertek a Lakers színeiben 2000 és 2002 között.
2003-ban szexuális zaklatással vádolták, az állítólagos áldozat egy 19 éves hotel-dolgozó volt. Az ügyet később ejtették, miután a vádló nem tanúskodott ellene és megegyeztek a peren kívül. Bryant bocsánatot kért és kitartott álláspontja mellett, hogy a szexuális kapcsolat a kettőjük között közös megegyezéssel történt. A vádak rossz hatással voltak hírnevére, több szponzori szerződését is elvesztette.
Miután a Lakers elvesztette a 2004-es döntőt, O’Neal elhagyta a Lakers-t, aminek így Bryant lett a legfontosabb játékosa. A 2005–2006 és a 2006–2007-es szezonokban is ő szerezte a legtöbb pontot az NBA-ben, majd 2008-ban megválasztották legértékesebb játékosnak. 2006. január 22-én karriercsúcs 81 pontot szerzett, ami a liga történetének második legtöbbje egy mérkőzésen, Wilt Chamberlain mögött. Bryant vezetésével 2009-ben és 2010-ben is bajnok lett a Lakers, ő mindkétszer döntő MVP lett. A 2012–2013-as szezonig a liga egyik legjobbjának számított, mikor elszakadt achilles-ínja 34 éves korában. Következő két szezonja térd-, és vállsérülések miatt lerövidült, aminek következtében bejelentette, hogy a 2015–2016-os szezon végén visszavonul. 2017-ben a Lakers visszavonultatta mindkét mezszámát, a 8-ast és a 24-est, amivel az egyetlen játékos lett az NBA történetében, akinek több számát is visszavonultatta egy csapat.
A Lakers történetének legsikeresebb pontszerzője, ő volt az első hátvéd az NBA történetében, aki 20 évig tudott játszani. 18 All Star-szereplése minden idők második legtöbbje és neki van sorozatban legtöbb elismerése kezdőként. Négyszer is az All Star-gála legértékesebb játékosa volt, szintén rekord (Bob Pettittel együtt). A 2000-es évek közepén a Black Mamba becenevet adta magának, amit azóta széles körben elfogadottnak tekintenek és gyakran így hivatkoznak rá. 2008-ban és 2012-ben is olimpiai bajnok lett az amerikai válogatottal. 2018-ban az általa írt és producerként is jegyzett Dear Basketball című rajzfilmjével Oscar-díjat nyert az animált rövidfilmek kategóriájában.
Bryant és lánya, Gianna, hét másik emberrel együtt egy helikopter-balesetben haltak meg 2020-ban a kaliforniai Calabasas-ban. Halálát követően róla nevezték el az All Star-gála legértékesebb játékosának járó trófeát.

## Életpályája

### Gyermekkora
Kobe Bryant egyedüli fia az egykori Philadelphiában játszó Joe „Jellybean” Bryantnek, két nővére van. Joe Bryant korábban több csapatban is játszott az NBA-ben, és 1972-ben döntőt is játszhatott a Philadelphia 76ers színeiben, amelyet végül is elvesztett csapata összesítésben 4–2-re a Portland Trail Blazers ellen, jelenleg a Los Angeles Sparks (WNBA) csapatának az edzője. Kobe Bryant 3 éves korában kezdett el kosarazni, ezután megtanult focizni is. Kedvenc csapata az AC Milan volt. Kobe Bryant 6 évesen került Olaszországba, mert az édesapja ott játszott. Ezalatt Bryant megtanult olaszul és spanyolul. 1991-ben családjával együtt visszaköltözött Amerikába.

### Gimnáziumi évei
Gimnáziumi éveit a philadelphiai Lower Merion High Schoolban kezdte meg. Másodikos koráig az apja edzette. 1995-ben az Adidas ABCD torna legértékesebb játékosának választották. Ezután a 76ers edzője (John Lucas) meghívta egy edzésre, ahol egy az egy ellen játszhatott Jerry Stackhouse ellen. Utolsó évében elvezette csapatát az Állami Bajnokság döntőjébe, amit meg is nyertek. A szezon során 30,8 pontot, 12 lepattanót, 6,5 gólpasszt, 4,0 labdaszerzést és 3,8 blokkot jegyzett meccsenként átlagban. Összesen 2883 pontnál fejezte be a gimnáziumi pályafutását a Délkelet-Pennsylvania mindenkori vezető pontszerzőjeként. Ezzel sikerült felülmúlnia Wilt Chamberlaint és Lionel Simmonst. Sikerült szinte minden fontosabb díjat megnyernie (Naismith High School Player of the Year, Gatorade Men's National Basketball Player of the Year, a McDonald's All-American, USA Today All-USA First Team player). Eredményei biztosították számára, hogy bármelyik egyetemen kaphasson ösztöndíjat. 17 évesen (sokak megdöbbenésére) végül Bryant mégis úgy döntött, hogy kihagyja az egyetemet és jelentkezik a draftra, hogy játszhasson az NBA-ben.

### NBA-karrierje
Bryantet a Charlotte Hornets vitte el a drafton, a 13. helyen. Ezután az ügynöke azt mondta, hogy kizárt, hogy Kobe a Hornetsben játsszon. Jerry West a Lakers menedzsere ennek megörülve, felajánlotta kezdő centerüket Vlade Divacot Bryantért cserébe, amit a Charlotte el is fogadott. 1996. november 3-án lépett először parkettra a Lakers játékosaként. Bryant az NBA történetének harmadik legfiatalabban pályára lépett játékosa (a legfiatalabb korábbi csapattársa egykori Indiana-játékos, Andrew Bynum). 1997. január 27-én a legfiatalabb kezdőként játszott a Lakers színeiben. Az All-Star-hétvégén győzött a zsákolóbajnokságon, míg az újoncok mérkőzésén 31 pontot ért el, megdöntve ezzel Eddie Jones 25 pontos rekordját. A szezonban átlagosan 15.5 percet töltött a pályán és átlagosan 7.6 pontot ért el. Bár pályafutása elején voltak megingásai (19 évesen a Utah Jazz elleni rájátszásbeli sorozat egyik sorsdöntő mérkőzésén három „homályt” dobott, így csapata kikapott), de később igazi csapatjátékossá érett.
Bryant korábbi csapattársával, a tehetséges centerrel, Shaquille O’Neallel, valamint a kiváló edző Phil Jackson irányításával három egymást követő évben NBA-bajnoki címig vezette csapatát (2000, 2001, 2002). A Detroit Pistonsszal szemben elvesztett 2004-es NBA döntő és O’Neal távozása után Kobe Bryant a Los Angeles Lakers első számú vezérévé lépett elő, két évben (2006, 2007) is vezette a ligát pontátlagban. Vitathatatlanul a liga legkreatívabb, legatletikusabb, legjobb játékosa volt akkoriban. Ezt számos egykori és jelenlegi csillag is nyíltan kijelentette. 2006 januárjában 81 pontot dobott a Toronto Raptors ellen, amivel ő lett minden idők második legeredményesebb játékosa az egy meccsen szerzett pontokat tekintve.
2008 februárjában, nem sokkal a csereidőszak lejárta előtt a spanyol származású magas bedobó Pau Gasol igazolt a Los Angeles Lakers csapatához. Az átigazolás rövid időn belül jó döntésnek bizonyult, hiszen a 2007–2008-as szezonban, a Los Angeles Lakers első helyen végzett az alapszakaszban, illetve az NBA Kobe Bryantnek ítélte az alapszakasz MVP (Most Value Player – Legértékesebb Játékos) díjat. Kobe Bryant és Pau Gasol a 2008-as rájátszásban a nagy döntőig vezette a csapatot. A hatmérkőzéses döntőt azonban elvesztették a nagy rivális Boston Celtics ellen összesítésben 4–2-vel. Bryant a hosszú, fárasztó szezon és a rossz emlékeket őrző nagy döntő ellenére vállalta a pekingi olimpiai szereplést, és sikeresen vezette a Team USA-t az aranyéremig.
A 2008–2009-es szezonnak már egyértelműen bajnokesélyesként indult neki a Lakers. Kobe Bryant 2009. február 2-án 61 pontot dobott a New York Knicks ellen. Teljesítményével új NBA-rekordot állított fel, mint a legtöbb pontot szerzett játékos a Madison Square Gardenben. Február 15-én, Phoenixben Kobe Bryant 27 pontot dobott az NBA-All-Star-gálán, ezzel pályafutása során harmadszor érdemelte ki az All-Star-MVP-díjat. Az All-Star-MVP-díjat Kobe megosztva kapta egykori csapattársával, Shaquille O’Neallel, amit a sportág csodájaként értékeltek, hiszen már az is nagy szenzáció volt, hogy újra egy csapaton belül játszhattak, nemhogy együtt lettek All-Star-MVP-k. Ekkor nyugat 146–119-re győzött kelettel szemben. Csapata a Los Angeles Lakers az alapszakaszban az első helyen végzett nyugaton és összesítésben is, így a kiemelt, első helyről kezdhették a rájátszást. Első körben a Utah Jazz ellen játszottak és 4–1-re győzedelmeskedett a Bryant vezette Lakers. A második körben a Houston Rockets ellen játszottak, akiket csupán a mindent eldöntő 7. mérkőzésen tudtak legyőzni, így végül 4–3-ra diadalmaskodott a Los Angeles Lakers. A konferencia döntőben a Denver Nuggets csapatával mérkőztek meg. A Carmelo Anthony vezette gárdát végül összesítésben 4–2-vel győzték le.
Az NBA-döntőben a Dwight Howard vezetésű Orlando Magickel mérkőzhettek meg a bajnoki címért, akik felett, végül 4–1-es összesítéssel diadalmaskodtak. Az NBA-döntő legértékesebb játékosának járó díját Kobe Bryant kapta.
A 2009–2010-es szezon alapszakaszának végére nyugaton újra az első lett a Los Angeles Lakers, ám összesítésben a másodikok, mivel a keleti Cleveland Cavaliers jobb győzelem-vereség aránnyal rendelkezett. Kobe Bryant ebben az alapszakaszban összesen 1970 pontot dobott, míg leszedett 391 lepattanót, 365 gólpasszt és 20 blokkot osztott ki, valamint 113 alkalommal szerzett labdát, de így is csak 3. lett a 2009–2010-es alapszakasz legértékesebb játékosának szavazásán. Kobe Bryanték az első párharcot a fiatal tehetség Kevin Durant vezette Oklahoma City Thunder ellen 4–2-es összesítéssel nyerték meg. A Lakers második ellenfele a rájátszásban a Utah Jazz volt, mely ellen söpréssel, vagyis 4–0-s összesítéssel diadalmaskodott. A következő párharcot, vagyis a konferenciadöntőt a Phoenix Suns ellen vívhatta a Kobe Bryant és Pau Gasol vezette címvédő, amely csapattal szemben összesítésben 4–2-re nyertek. Az NBA-döntőben az ősi rivális, a Boston Celtics ellen egy kiélezett sorozatban, a mindent eldöntő hetedik mérkőzésen tudott diadalmaskodni a Kobe Bryant vezette Los Angeles Lakers, összesítésben 4–3-mal.
A 2009–2010-es rájátszásban Kobe Bryant 671 pontot dobott, leszedett 138 lepattanót, kiosztott 126 gólpasszt, 31 alkalommal szerzett labdát és 16 blokkot osztott ki. Az NBA-döntőben megkapta a sorozat legértékesebb játékosának járó díját, az előző évhez hasonlóan.
A 2010–2011-es szezonnak lényegében változatlan kerettel vágott neki a Los Angeles Lakers. Az NBA-All-Star-gálát 2011. februárjában Los Angelesben rendezték, ahol a házigazda Kobe Bryant és Pau Gasol vezette nyugat győzedelmeskedett. A gála legértékesebb játékosa Kobe Bryant lett a dobott 37 pontjával és a leszedett 14 lepattanójával, ezzel az All-Star-gálák történetében ő lett Bob Pettit mellett az egyetlen, aki négyszer tudta elhódítani a gála legértékesebb játékosának járó díját. A 2010–2011-es rájátszást a Los Angeles Lakers a nyugati második helyről kezdhette meg, mivel 57 győzelme mellett 25 vereséggel rendelkezett az alapszakaszból. Az első körben a Chris Paul vezette New Orleans Hornets ellen kezdett a Lakers, akik ellen 4–2-es összesítéssel tudott győzedelmeskedni a Kobe Bryant vezette címvédő.
A második körben a nyugaton 3. helyen végzett Dallas Mavericks a német származású Dirk Nowitzki vezetésével 0–4-es söpréssel búcsúztatta a Lakerst. A mérkőzés után jelentette be Phil Jackson, az NBA történetének legeredményesebb edzője a visszavonulását, akivel Kobe Bryantnek rendkívül jó kapcsolata volt. Kobe Bryant később úgy nyilatkozott, hogy Phil Jackson visszavonulása után is ki fogja kérni a mester véleményét, illetve tanácsát.
2014. december 15-én egy Minnesota Timberwolves elleni találkozón megdöntötte Michael Jordan dobott pontjainak számát, így ezzel átvette az örökranglistán a 3. helyet.
2016. április 13-án a Utah Jazz ellen lépett utoljára pályára. Búcsúmeccsén 60 pontot dobott.

## Statisztika

### Alapszakasz
| Év         | Csapat             | JM    | KM    | JP/M | MG%  | 3P%  | BD%  | LP/M | GP/M | L/M | B/M | P/M   |
| ---------- | ------------------ | ----- | ----- | ---- | ---- | ---- | ---- | ---- | ---- | --- | --- | ----- |
| 1996–1997  | Los Angeles Lakers | 71    | 6     | 15,5 | .417 | .375 | .819 | 1,9  | 1,3  | 0,7 | 0,3 | 7,6   |
| 1997–1998  | Los Angeles Lakers | 79    | 1     | 26,0 | .428 | .341 | .794 | 3,1  | 2,5  | 0,9 | 0,5 | 15,4  |
| 1998–1999  | Los Angeles Lakers | 50*   | 50*   | 37,9 | .465 | .267 | .839 | 5,3  | 3,8  | 1,4 | 1,0 | 19,9  |
| 1999–2000† | Los Angeles Lakers | 66    | 62    | 38,2 | .468 | .319 | .821 | 6,3  | 4,9  | 1,6 | 0,9 | 22,5  |
| 2000–2001† | Los Angeles Lakers | 68    | 68    | 40,9 | .464 | .305 | .853 | 5,9  | 5,0  | 1,7 | 0,6 | 28,5  |
| 2001–2002† | Los Angeles Lakers | 80    | 80    | 38,3 | .469 | .250 | .829 | 5,5  | 5,5  | 1,5 | 0,4 | 25,2  |
| 2002–2003  | Los Angeles Lakers | 82    | 82*   | 41,5 | .451 | .383 | .843 | 6,9  | 5,9  | 2,2 | 0,8 | 30,0  |
| 2003–2004  | Los Angeles Lakers | 65    | 64    | 37,6 | .438 | .327 | .852 | 5,5  | 5,1  | 1,7 | 0,4 | 24,0  |
| 2004–2005  | Los Angeles Lakers | 66    | 66    | 40,7 | .433 | .339 | .816 | 5,9  | 6,0  | 1,3 | 0,8 | 27,6  |
| 2005–2006  | Los Angeles Lakers | 80    | 80    | 41,0 | .450 | .347 | .850 | 5,3  | 4,5  | 1,8 | 0,4 | 35,4* |
| 2006–2007  | Los Angeles Lakers | 77    | 77    | 40,8 | .463 | .344 | .868 | 5,7  | 5,4  | 1,4 | 0,5 | 31,6* |
| 2007–2008  | Los Angeles Lakers | 82*   | 82*   | 38,9 | .459 | .361 | .840 | 6,3  | 5,4  | 1,8 | 0,5 | 28,3  |
| 2008–2009† | Los Angeles Lakers | 82*   | 82*   | 36,1 | .467 | .351 | .856 | 5,2  | 4,9  | 1,5 | 0,5 | 26,8  |
| 2009–2010† | Los Angeles Lakers | 73    | 73    | 38,8 | .456 | .329 | .811 | 5,4  | 5,0  | 1,5 | 0,3 | 27,0  |
| 2010–2011  | Los Angeles Lakers | 82    | 82*   | 33,9 | .451 | .323 | .828 | 5,1  | 4,7  | 1,2 | 0,1 | 25,3  |
| 2011–2012  | Los Angeles Lakers | 58    | 58    | 38,5 | .430 | .303 | .845 | 5,4  | 4,6  | 1,2 | 0,3 | 27,9  |
| 2012–2013  | Los Angeles Lakers | 78    | 78    | 38,6 | .463 | .324 | .839 | 5,6  | 6,0  | 1,4 | 0,3 | 27,3  |
| 2013–2014  | Los Angeles Lakers | 6     | 6     | 29,5 | .425 | .188 | .857 | 4,3  | 6,3  | 1,2 | 0,2 | 13,8  |
| 2014–2015  | Los Angeles Lakers | 35    | 35    | 34,5 | .373 | .293 | .813 | 5,7  | 5,6  | 1,3 | 0,2 | 22,3  |
| 2015–2016  | Los Angeles Lakers | 66    | 66    | 28,2 | .358 | .285 | .826 | 3,7  | 2,8  | 0,9 | 0,2 | 17,6  |
| Összesen   | Összesen           | 1 346 | 1 198 | 36,1 | .447 | .329 | .837 | 5,2  | 4,7  | 1,4 | 0,5 | 25,0  |
| All Star   | All Star           | 15    | 15    | 27,6 | .500 | .324 | .789 | 5,0  | 4,7  | 2,5 | 0,4 | 19,3  |

### Rájátszás
| Év       | Csapat             | JM  | KM  | JP/M | MG%  | 3P%  | BD%  | LP/M | GP/M | L/M | B/M | P/M  |
| -------- | ------------------ | --- | --- | ---- | ---- | ---- | ---- | ---- | ---- | --- | --- | ---- |
| 1997     | Los Angeles Lakers | 9   | 0   | 14,8 | .382 | .261 | .867 | 1,2  | 1,2  | 0,3 | 0,2 | 8,2  |
| 1998     | Los Angeles Lakers | 11  | 0   | 20,0 | .408 | .214 | .689 | 1,9  | 1,5  | 0,3 | 0,7 | 8,7  |
| 1999     | Los Angeles Lakers | 8   | 8   | 39,4 | .430 | .348 | .800 | 6,9  | 4,6  | 1,9 | 1,3 | 19,8 |
| 2000†    | Los Angeles Lakers | 22  | 22  | 39,0 | .442 | .344 | .754 | 4,5  | 4,4  | 1,5 | 1,5 | 21,1 |
| 2001†    | Los Angeles Lakers | 16  | 16  | 43,4 | .469 | .324 | .821 | 7,3  | 6,1  | 1,6 | 0,8 | 29,4 |
| 2002†    | Los Angeles Lakers | 19  | 19  | 43,8 | .434 | .379 | .759 | 5,8  | 4,6  | 1,4 | 0,9 | 26,6 |
| 2003     | Los Angeles Lakers | 12  | 12  | 44,3 | .432 | .403 | .827 | 5,1  | 5,2  | 1,2 | 0,1 | 32,1 |
| 2004     | Los Angeles Lakers | 22  | 22  | 44,2 | .413 | .247 | .813 | 4,7  | 5,5  | 1,9 | 0,3 | 24,5 |
| 2006     | Los Angeles Lakers | 7   | 7   | 44,9 | .497 | .400 | .771 | 6,3  | 5,1  | 1,1 | 0,4 | 27,9 |
| 2007     | Los Angeles Lakers | 5   | 5   | 43,0 | .462 | .357 | .919 | 5,2  | 4,4  | 1,0 | 0,4 | 32,8 |
| 2008     | Los Angeles Lakers | 21  | 21  | 41,1 | .479 | .302 | .809 | 5,7  | 5,6  | 1,7 | 0,4 | 30,1 |
| 2009†    | Los Angeles Lakers | 23  | 23  | 40,8 | .457 | .349 | .883 | 5,3  | 5,5  | 1,7 | 0,9 | 30,2 |
| 2010†    | Los Angeles Lakers | 23  | 23  | 40,1 | .458 | .374 | .842 | 6,0  | 5,5  | 1,3 | 0,7 | 29,2 |
| 2011     | Los Angeles Lakers | 10  | 10  | 35,4 | .446 | .293 | .820 | 3,4  | 3,3  | 1,6 | 0,3 | 22,8 |
| 2012     | Los Angeles Lakers | 12  | 12  | 39,7 | .439 | .283 | .832 | 4,8  | 4,3  | 1,3 | 0,2 | 30,0 |
| Összesen | Összesen           | 220 | 200 | 39,3 | .448 | .331 | .816 | 5,1  | 4,7  | 1,4 | 0,6 | 25,6 |

## Halála
Kobe Bryant 2020. január 26-án délelőtt, ködös időben edzésre indult 13 éves lányával, Gianna Mariával. Az őket szállító S–76B helikopter Calabasasnál lezuhant. A helikopteren összesen 9 fő tartózkodott, a balesetet senki nem élte túl.

## Magánélete
Felesége Vanessa Laine, akivel 2001. április 18-án házasodott össze. Négy leánygyermekük született: Natalia (2003-ban), Gianna (2006-ban) illetve Bianka (2017-ben) és Capri (2019-ben). 2003-ban megvádolták, hogy egy coloradói hotelben megerőszakolt egy alkalmazottat. Bryant elismerte a szexuális kapcsolatot, de tagadta a vádat, miszerint erőszakhoz folyamodott volna. 2004 szeptemberében ejtették ellene a vádakat, mert a feljelentő visszalépett, illetve a tárgyalások során kiderült, hogy a nő nem volt beszámítható.

## Eredményei
- 5× NBA-bajnok (2000–2002, 2009, 2010)
- 2× NBA-döntő MVP (2009, 2010)
- NBA Most Valuable Player (2008)
- 18× NBA All-Star (1998, 2000–2016)
- 4× NBA All-Star-gála MVP (2002, 2007, 2009, 2011)
- 11× All-NBA Első csapat (2002–2004, 2006–2013)
- 2× All-NBA Második csapat (2000, 2001)
- 2× All-NBA Harmadik csapat (1999, 2005)
- 9× NBA All-Defensive Első csapat (2000, 2003, 2004, 2006–2011)
- 3× NBA All-Defensive Második csapat (2001, 2002, 2012)
- 2× NBA legtöbb pont (2006, 2007)
- NBA Slam Dunk Contest-bajnok (1997)
- NBA Második újonc csapat (1997)
- Naismith Prep Player of the Year (1996)
- Parade All-American Első csapat (1996)
- Parade All-American Negyedik csapat(1995)
- McDonald's All-American (1996)
- 2× Olimpiai bajnok (2008, 2012)

Visszavonultatott mezszámok:
- Los Angeles Lakers – 8, 24